# Scanzano Jonico
Scanzano Jonico è un comune italiano di 7 509 abitanti della provincia di Matera in Basilicata.

## Geografia fisica

### Territorio
Scanzano Jonico è situato in una zona pianeggiante lungo il litorale jonico a meno di 1 km dal mare nella parte sud-orientale della regione; il territorio comunale è ad un'altezza che va da 0 a 106 m s.l.m., con una media di 21 m s.l.m.; tuttavia la maggior parte del territorio comunale, compreso l'abitato principale si trova a pochi m s.l.m.. Confina a nord con il comune di Pisticci (28 km), ad est con il Mar Jonio (1 km), a sud con i territori di Policoro (6 km) e Tursi (26 km) e ad ovest con il comune di Montalbano Jonico (19 km).
- Classificazione sismica: zona 2 (sismicità medio-alta)[4], Ordinanza PCM n. 3274 del 20/03/2003

### Clima
La stazione meteorologica più vicina è quella di Montalbano Jonico. Secondo i dati medi del trentennio 1961-1990, la temperatura media del mese più freddo, gennaio, si attesta a +7,4 °C, mentre quella del mese più caldo, agosto, è di +25,5 °C.
| MONTALBANO JONICO  | Mesi | Mesi | Mesi | Mesi | Mesi | Mesi | Mesi | Mesi | Mesi | Mesi | Mesi | Mesi | Stagioni | Stagioni | Stagioni | Stagioni | Anno |
| MONTALBANO JONICO  | Gen  | Feb  | Mar  | Apr  | Mag  | Giu  | Lug  | Ago  | Set  | Ott  | Nov  | Dic  | Inv      | Pri      | Est      | Aut      | Anno |
| ------------------ | ---- | ---- | ---- | ---- | ---- | ---- | ---- | ---- | ---- | ---- | ---- | ---- | -------- | -------- | -------- | -------- | ---- |
| T. max. media (°C) | 11,1 | 12,3 | 14,7 | 18,1 | 23,1 | 27,5 | 31,6 | 31,7 | 27,4 | 22,1 | 17,3 | 13,2 | 12,2     | 18,6     | 30,3     | 22,3     | 20,8 |
| T. min. media (°C) | 3,6  | 4,0  | 5,7  | 8,2  | 12,3 | 15,6 | 19,0 | 19,2 | 16,2 | 12,6 | 8,7  | 5,2  | 4,3      | 8,7      | 17,9     | 12,5     | 10,9 |

- Classificazione climatica di Scanzano Jonico[5]:
  - Zona climatica C;
  - Gradi giorno 1131.

## Storia
Scanzano Jonico è comune autonomo dal 1974, anno in cui cessò di essere frazione di Montalbano Jonico. Il toponimo relativo ad un modesto insediamento è di origine medievale, ma la cittadina fu rifondata attorno alle preesistenze e ripopolata negli anni '50 a seguito della Riforma Fondiaria.

### Le proteste del 2003
Nel novembre del 2003 il suolo del comune fu designato, dal Governo Berlusconi II, come posto unico nazionale per la raccolta di scorie nucleari di "alta e media durata" (2ª e 3ª categoria), complessivamente circa 60.000 metri cubi, nella frazione costiera di Terzo Cavone posta a pochi m s.l.m.; questa decisione provocò la nascita di movimenti popolari di protesta e diverse manifestazioni pacifiche che vennero dette “giorni di Scanzano”, in particolare dal 13 al 27 novembre dello stesso anno, e che si conclusero con la formazione di un nuovo emendamento da parte del Consiglio dei ministri dove si cancellò il nome di Scanzano Jonico dal decreto ufficiale delle scorie nucleari.
Note fondamentali per l'annullamento del decreto furono l'alta sismicità della zona (zona 2, sismicità medio-alta) e soprattutto la sua estrema vicinanza al mare e l'altitudine di pochissimi m s.l.m.. Infatti per un sito sotterraneo (e quindi al disotto del livello del mare) ciò avrebbe comportato non solo un reale rischio di infiltrazioni, ma anche e soprattutto il probabile rapido sommergimento dell'area in caso di innalzamento del livello del mare nel futuro.

## Monumenti e luoghi d'interesse

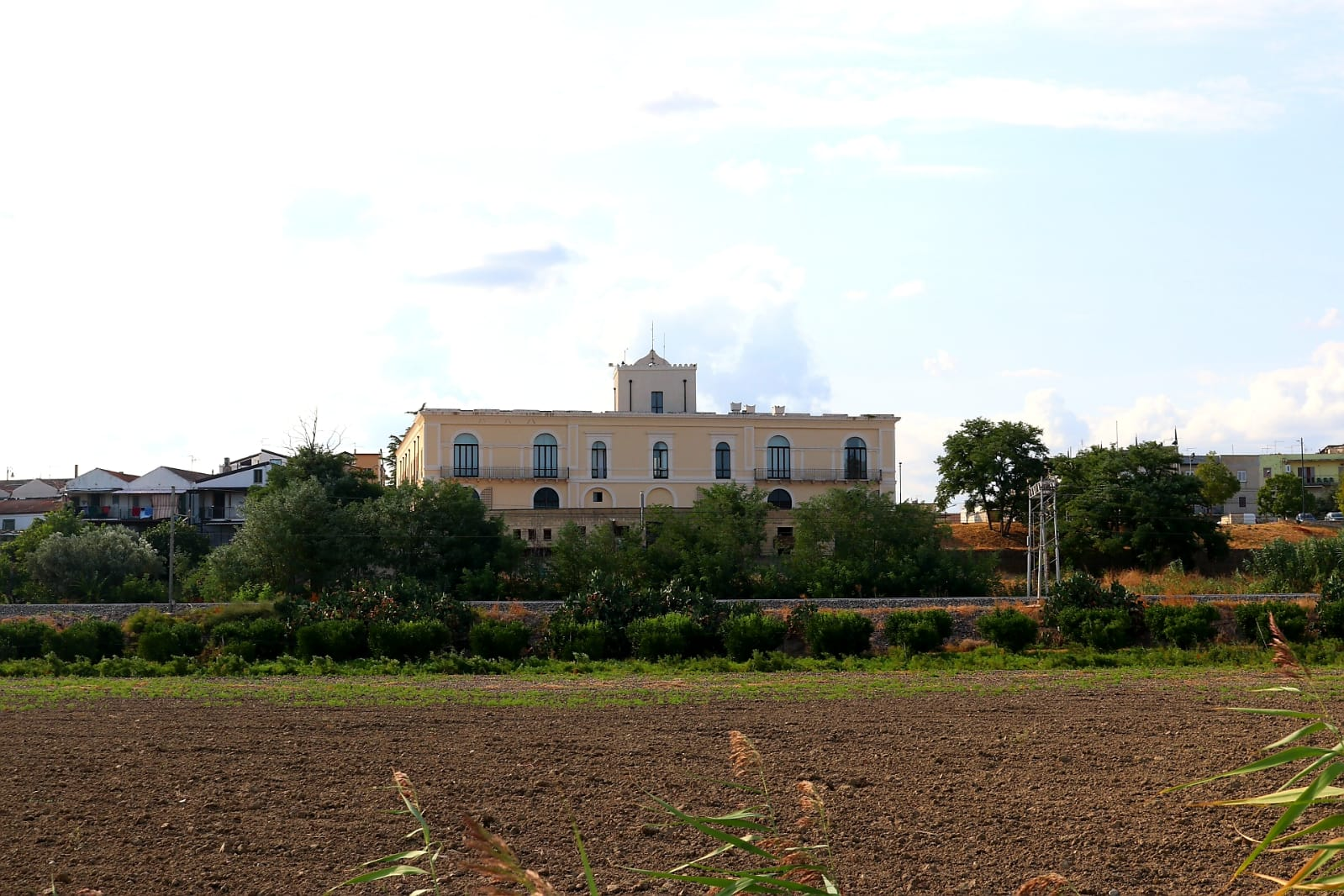
Palazzo baronale

Arrivando a Scanzano Jonico è possibile visitare, quasi all’ingresso del paese, il Palazzo Baronale con annessa cappella. Si tratta di un edificio feudale a pianta quadrata con corte interna e torre merlata. Attualmente la struttura ospita alcuni uffici comunali ed inoltre si esercitano al suo interno attività culturali. Di recente è stata riconsacrata la piccola cappella della Théotokos (Madre di Dio), sul cui portale campeggia un bassorilievo dell’Annunciazione risalente all’anno 1000. Al suo interno un Crocifisso ligneo e una corona d’argento di SS. Maria Annunziata del settecento. L’epoca di costruzione risale all’anno 1000, rimaneggiato più volte. La struttura attuale risale al sedicesimo secolo. Restaurato alla fine degli anni novanta. Originariamente il centro fu sotto il controllo dei monaci basiliani di Sant'Elia di Carbone ed in seguito passò al dominio di Pedro de Toledo, che fece erigere il palazzo baronale. Fu necessario un intervento di consolidamento progettato nel 1998 ed attuato a partire dal 2001. A lavori completati il Palazzo Baronale divenne sede dell'Ufficio tecnico del Comune di Scanzano Jonico (Matera), Basilicata. Scanzano Jonico è stato una frazione del Comune di Montalbano Jonico poi nel 1974 quell'agglomerato di case si estese, aumento' e divento' comune autonomo.

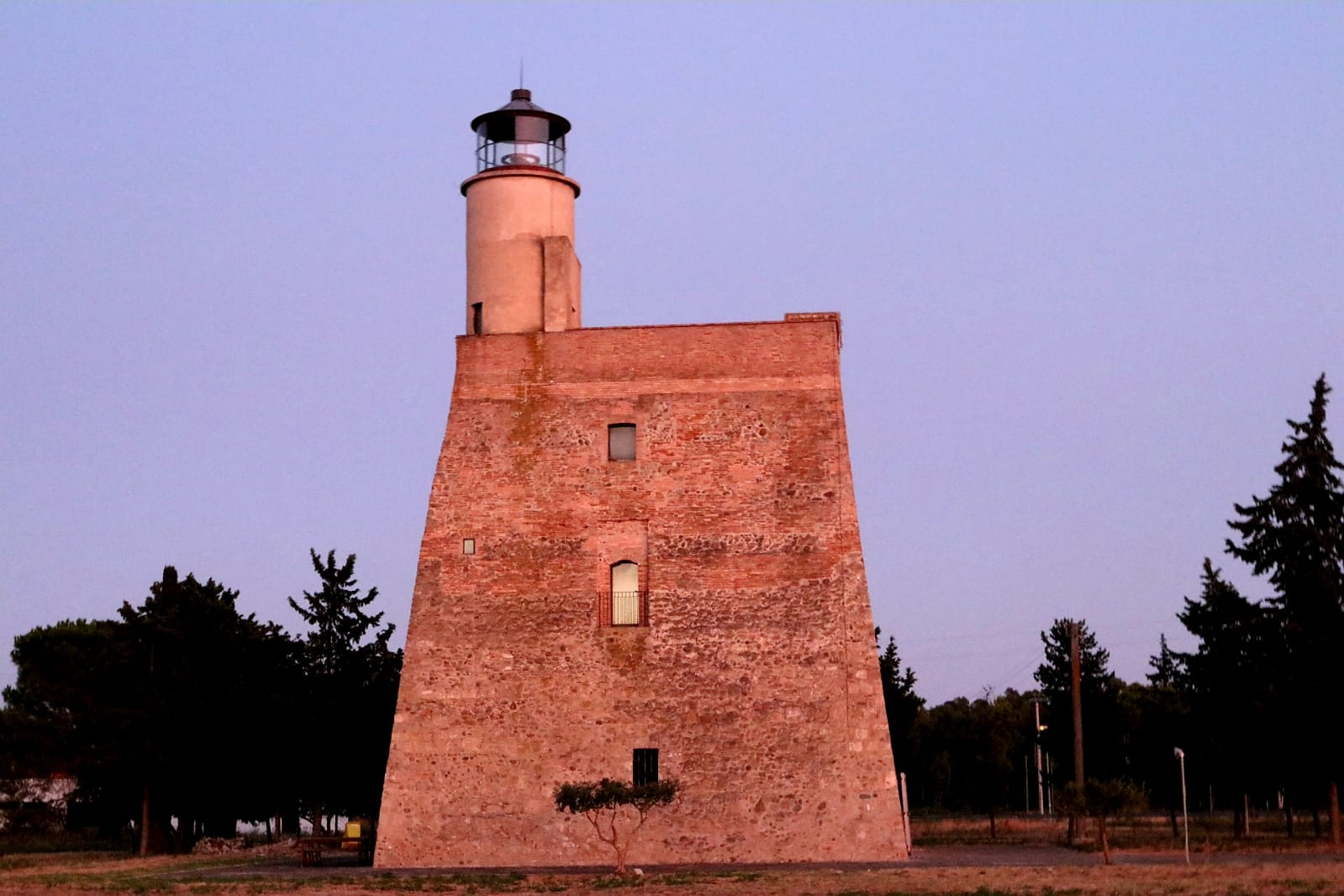
Torre Aragonese

Turris Hischinzanae è l’antico nome della torre marina da cui ha preso il nome la località di Scanzano Jonico. Essa fu fatta costruire nel XVI secolo, durante il periodo aragonese, su ordinanza del viceré spagnolo, per assolvere la funzione di avvistamento. Successivamente fu adibita a faro per i pescatori, tanto che oggi è nota come Torre del Faro.
Torre Scanzana era un nodo essenziale nella rete di fortificazioni atte a presidiare la costa jonica. La difesa dei litorali del Regno di Napoli dalle incursioni di pirati Turchi provenienti dal mare, per mezzo di torri di avvistamento, fu progettata organicamente a partire dal 1563, ma sua realizzazione venne molto ritardata nel tempo. Nel 1569 venne redatto un elenco delle torri esistenti e di quelle ancora da farsi, in cui erano previste o confermate tredici torri sulle marine della Basilicata. Delle sei originarie sul litorale jonico lucano, Torre Scanzana è l’unica ancora esistente, assieme alla Torre Mozza di Policoro (in pessimo stato di conservazione).
La Torre del Faro rientra nella tipologia più semplice fra quelle costruite nel regno: pianta quadrangolare e volume tronco-piramidale, vano unico a mezza altezza sul terrapieno di base a cui si accedeva tramite scale volanti, feritoia sulla facciata a mare, sul tetto un volume unico con uscita dall’interno da scala inframurale e guardiola di riparo per l’avvistamento.

## Società

### Evoluzione demografica
Abitanti censiti

### La Città della Pace per i bambini
Nel 2009 è stata costituita su iniziativa del Premio Nobel per la Pace Betty Williams la Fondazione Città della Pace per i bambini, che prevede strutture che possano ospitare i bambini che vivono in situazioni di pericolo nei loro paesi, da realizzarsi a Scanzano Jonico ed a Sant'Arcangelo. La Città della Pace ha l'obiettivo di garantire assistenza, istruzione ed educazione a minori in condizioni di disagio sociale o pericolo derivanti da guerre o disastri ambientali.

## Cultura

### Cinema
- Basilicata coast to coast, diretto da Rocco Papaleo (2010).
- Operazione vacanze, diretto da Claudio Fragasso (2012).

## Economia
L'economia si fonda sull'agricoltura, per quanto riguarda le coltivazioni di fragole e sul turismo balneare, in forte espansione grazie alla valorizzazione in corso della zona balneare limitrofa e per la bonifica dell'area costiera tra le foci del Cavone e dell'Agri.

## Infrastrutture e trasporti

### Strade
- Strada statale 598 di Fondovalle dell'Agri
- Strada statale 106 Jonica
- Strada statale 171

### Ferrovie
- Stazione di Scanzano Jonico-Montalbano Jonico

## Amministrazione

### Gemellaggi
Scanzano Jonico è gemellata con:
- Pisino, dal 25 giugno 2011[10][11]
- Tricarico, dal 2010[12]

## Sport
L'unica squadra di calcio della città è l'ASD Scanzano, iscritta al campionato di Promozione Lucana, il settore giovanile con la squadra Juniores partecipa al campionato regionale. L'ASD Scanzano ha la propria scuola calcio con tecnici qualificati e cura le categorie Esordienti, Pulcini, Primi Calci e Squaletti.